# Tangon de spi
Pour les articles homonymes, voir Tangon.

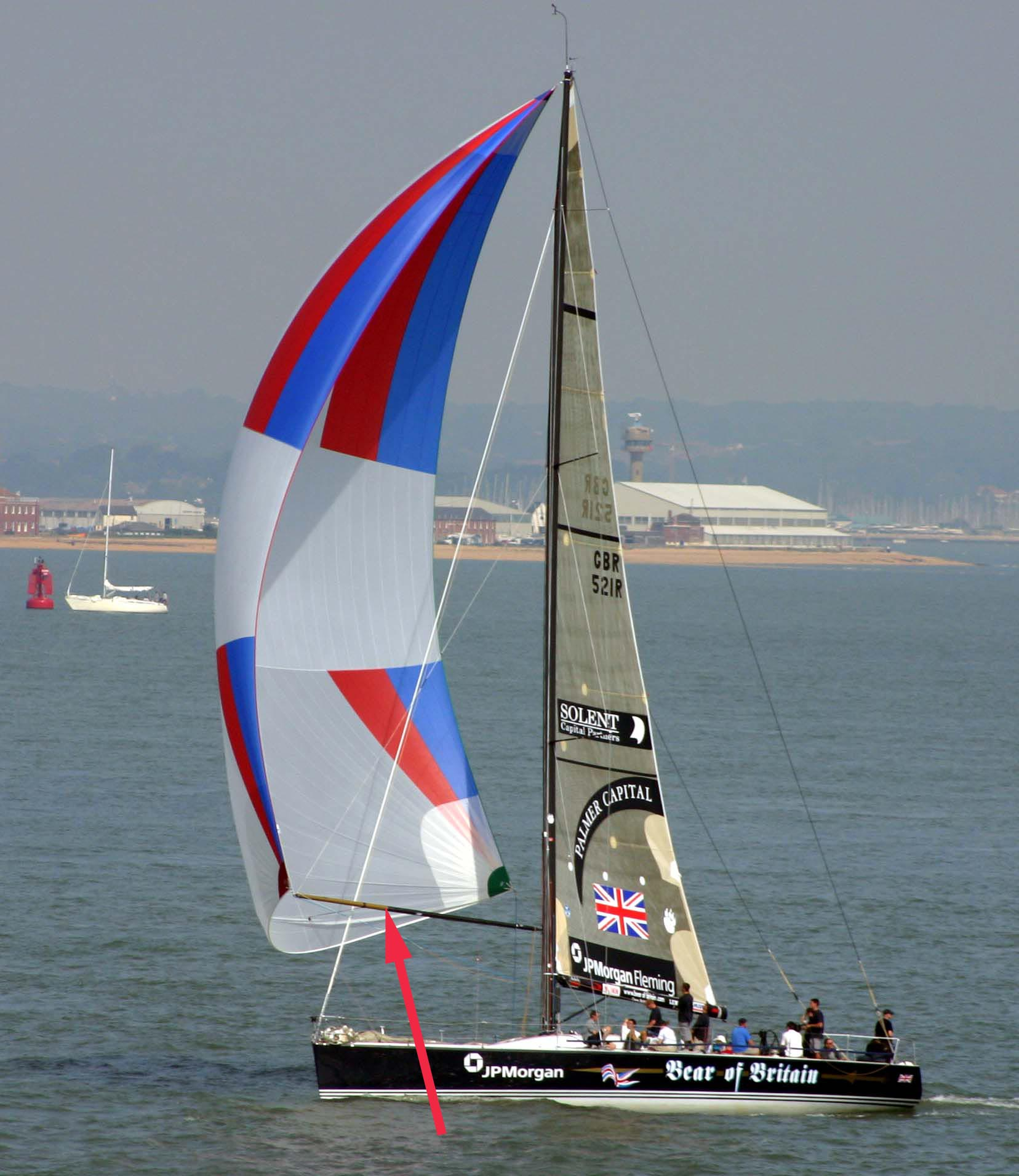
La flèche rouge indique un tangon de spi.

Un tangon de spi ou tangon de spinnaker est un petit bras, ouvrant et déportant le spinnaker à l'opposé de la grand-voile. Il est tenu horizontalement par un hale-haut et un hale-bas. Si le vent tombe, il évite l'affaissement et la fermeture de ce type de voile. 

## Détails
Pour les petits bateaux il s'agit de pistons qui obturent les crochets qui se trouvent aux extrémités. 
Pour les gros bateaux, une extrémité du tangon de spi s'emboîte dans une cloche fixée sur le mât, tandis que l'autre extrémité est classiquement munie d'un piston. Ce dernier est actionné par un cordage qui se trouve dans l'axe longitudinal de l'espar.

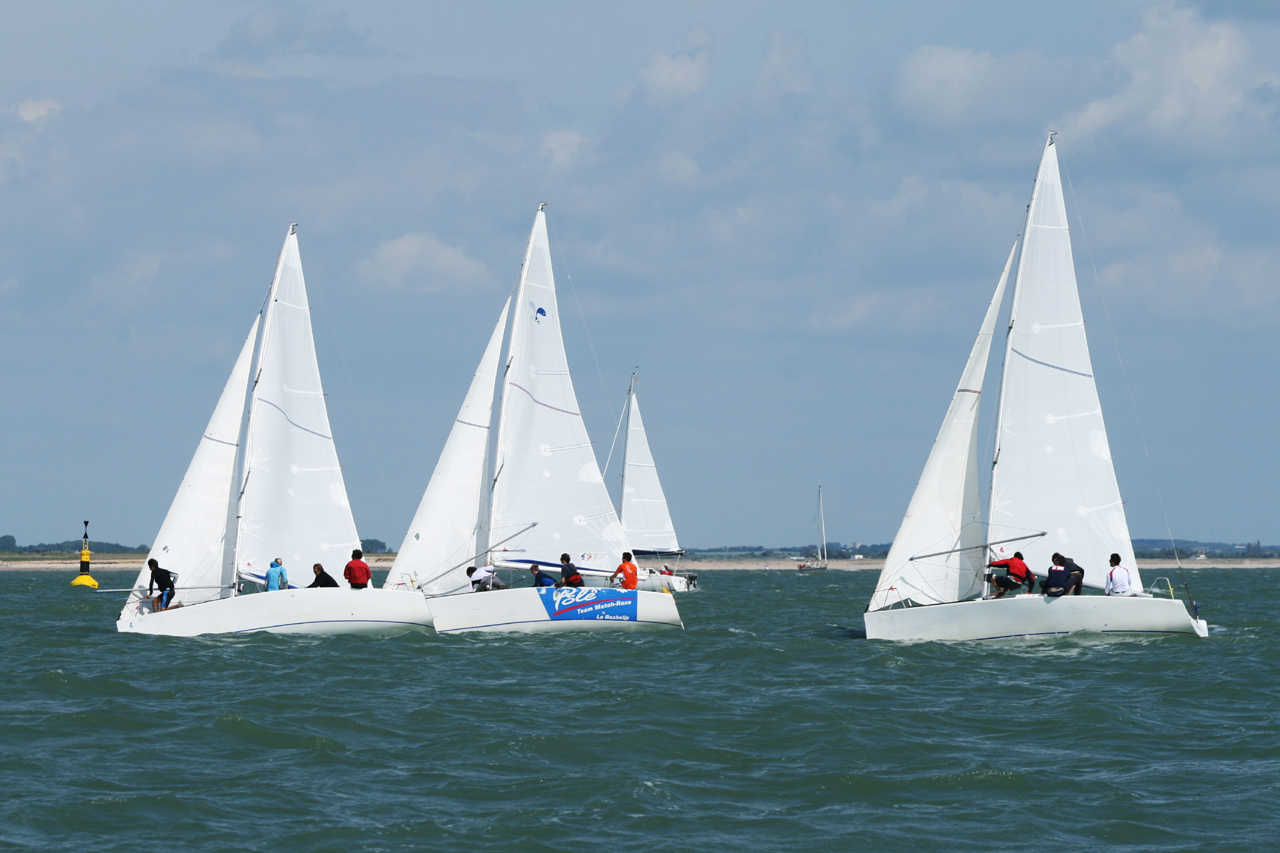
Préparation du tangon de spi sur une régate